# Championnat de Mauritanie de football 2017-2018
Navigation
Édition précédente Édition suivante
La saison 2017-2018 du Championnat de Mauritanie de football est la trente-neuvième édition de la Première Division, le championnat national de première division en Mauritanie. Les treize équipes se rencontrent deux fois au cours de la saison. À la fin du championnat, les deux derniers du classement sont relégués et remplacés par les deux finalistes du championnat de deuxième division.
C'est le FC Nouadhibou qui remporte la compétition cette saison après avoir terminé en tête du classement, avec douze points d'avance sur un trio composé de l'ASC Kédia, de l'ASC Tadjikja et de l'ASAC Concorde. C'est le sixième titre de champion de Mauritanie de l'histoire du club qui réalise même le doublé en s'imposant face aux Nouakchott King's en finale de la Coupe de Mauritanie.

## Participants
- Nouakchott King's[1]
- ASC SNIM
- ACS Ksar
- ASAC Concorde
- Football Club Teïssir - Promu de D2
- ASC Kédia
- Amicale Jeunesse Riadh
- AS Garde Nationale
- FC Tidjikja Sebkha
- FC Deuz
- FC Nouadhibou
- FC Tevragh Zeïna
- ASC Corpus Police
- Kaédi FC - Promu de D2

## Compétition

### Classement
Le classement est établi sur le barème de points suivant : victoire à 3 points, match nul à 1, défaite à 0.
| Rang | Équipe                 | Pts | J  | G  | N  | P  | Bp | Bc | Diff |
| ---- | ---------------------- | --- | -- | -- | -- | -- | -- | -- | ---- |
| 1    | FC NouadhibouC         | 60  | 26 | 18 | 6  | 2  | 46 | 13 | +33  |
| 2    | ASC Kédia              | 48  | 26 | 13 | 9  | 4  | 43 | 25 | +18  |
| 3    | FC Tidjikja Sebkha     | 48  | 26 | 14 | 6  | 6  | 40 | 23 | +17  |
| 4    | ASAC ConcordeT         | 48  | 26 | 14 | 6  | 6  | 39 | 26 | +13  |
| 5    | FC Tevragh Zeïna       | 46  | 26 | 12 | 10 | 4  | 51 | 21 | +30  |
| 6    | Nouakchott King's      | 34  | 26 | 8  | 10 | 8  | 33 | 28 | +5   |
| 7    | ASC SNIM               | 34  | 26 | 10 | 4  | 12 | 26 | 26 | 0    |
| 8    | AS Garde Nationale     | 33  | 26 | 8  | 9  | 9  | 31 | 26 | +5   |
| 9    | FC Deuz                | 31  | 26 | 9  | 4  | 13 | 29 | 37 | -8   |
| 10   | ASC Corpus Police      | 28  | 26 | 8  | 4  | 14 | 28 | 48 | -20  |
| 11   | Kaédi FCP              | 28  | 26 | 8  | 4  | 14 | 23 | 49 | -26  |
| 12   | ACS Ksar               | 26  | 26 | 7  | 5  | 14 | 36 | 50 | -14  |
| 13   | Amicale Jeunesse Riadh | 25  | 26 | 6  | 7  | 13 | 20 | 38 | -18  |
| 14   | Football Club TeïssirP | 13  | 26 | 3  | 4  | 19 | 20 | 55 | -35  |

|  | Qualification pour la Ligue des champions de la CAF 2018-2019                              |
|  | Qualification pour la Coupe de la confédération 2018-2019                                  |
|  | Relégation directe en deuxième division                                                    |
|  | T : Tenant du titre C : Vainqueur de la Coupe de Mauritanie P : Promu de deuxième division |

## Bilan de la saison
| Championnat de Mauritanie de football 2017-2018 |                          |
| Champion                                        | FC Nouadhibou (6e titre) |
| Coupes et trophées                              |                          |
| Vainqueur de la Coupe de Mauritanie 2017-2018   | FC Nouadhibou            |
| Qualifications continentales                    |                          |
| Ligue des champions de la CAF 2018-2019         | FC Nouadhibou            |
| Coupe de la confédération 2018-2019             | Nouakchott King's        |
| Promotions et relégations                       |                          |
| Promus en Première division                     | ASC Armée Nationale      |
| Promus en Première division                     | Jeunesse d'El Mina       |
| Relégués en Deuxième division                   | Football Club Teïssir    |
| Relégués en Deuxième division                   | Amicale Jeunesse Riadh   |